# Šeki snima, pazi se (1962.)
Šeki snima, pazi se, hrvatski dugometražni film iz 1962. godine.